# Unione Sportiva Palermo 1988-1989
Questa voce raccoglie le informazioni riguardanti l'Unione Sportiva Palermo nelle competizioni ufficiali della stagione 1988-1989.

## Stagione
In questa stagione in Serie C1, il Palermo arriva terzo alla fine del campionato, a 2 punti dal secondo posto che avrebbe valso la promozione in Serie B, tra l'altro un secondo salto di categoria consecutivo. Il torneo inizia con una sconfitta a Pesaro.
Fu fatale il pareggio all'ultima giornata nello scontro diretto con il Foggia, sul campo di Trapani, che consegnò di fatto la promozione ai pugliesi in vantaggio dei punti citati sopra rispetto ai rosanero, anche se al termine nascerà l'amicizia fra le due tifoserie (nel 1989).
Nella Coppa Italia di Serie C il club non va oltre il Primo turno nella fase a gironi, con soli 3 punti conquistati nel proprio girone.

## Divise e sponsor
La maglia era rosanero mentre i calzoncini erano esclusivamente neri.
Per questa annata lo sponsor ufficiale è Città di Palermo, che durerà sino alla stagione 1990-1991, mentre lo sponsor tecnico è Ennedue, entrambi adottati l'anno precedente (l'ultimo però già presente dal 1980 al 1986 e dal 1977 al 1979 come NR).

## Organigramma societario[4]
- Presidente: Salvino Lagumina
- Direttore sportivo: Franco Peccenini
- Segretario generale: Silvio Palazzotto
- Allenatore: Giorgio Rumignani

## Rosa
| N. |                   | Ruolo | Calciatore            |
| -- | ----------------- | ----- | --------------------- |
|    | Italia (bandiera) | P     | Giuseppe Lorusso      |
|    | Italia (bandiera) | P     | Giuseppe Taglialatela |
|    | Italia (bandiera) | D     | Roberto Biffi         |
|    | Italia (bandiera) | D     | Fabrizio Bucciarelli  |
|    | Italia (bandiera) | D     | Pietro De Sensi       |
|    | Italia (bandiera) | D     | Giampiero Pocetta     |
|    | Italia (bandiera) | D     | Antonio Sassarini     |
|    | Italia (bandiera) | C     | Giuseppe Maria Butti  |
|    | Italia (bandiera) | C     | Roberto Cappellacci   |

| N. |                   | Ruolo | Calciatore          |
| -- | ----------------- | ----- | ------------------- |
|    | Italia (bandiera) | C     | Domenico Di Carlo   |
|    | Italia (bandiera) | C     | Rocco Massimo Macrì |
|    | Italia (bandiera) | C     | Antonio Manicone    |
|    | Italia (bandiera) | C     | Francesco Perna     |
|    | Italia (bandiera) | C     | Adolfo Restuccia    |
|    | Italia (bandiera) | A     | Gaetano Auteri      |
|    | Italia (bandiera) | A     | Maurizio D'Este     |
|    | Italia (bandiera) | A     | Santino Nuccio      |
|    | Italia (bandiera) | A     | Claudio Casale      |

## Calciomercato

### Sessione autunnale
| Acquisti | Acquisti | Acquisti | Acquisti |
| R.       | Nome     | da       | Modalità |
| -------- | -------- | -------- | -------- |

| Cessioni | Cessioni       | Cessioni    | Cessioni |
| R.       | Nome           | a           | Modalità |
| -------- | -------------- | ----------- | -------- |
| A        | Claudio Casale | Alessandria | -        |

## Risultati

### Serie C1

#### Girone di andata
| 11 settembre 1988 1ª giornata | Vis Pesaro | 1 – 0 | Palermo |  |

| 18 settembre 1988 2ª giornata | Palermo | 1 – 0 | Monopoli |  |

| 25 settembre 1988 3ª giornata | Salernitana | 2 – 2 | Palermo |  |

| 2 ottobre 1988 4ª giornata | Palermo | 1 – 1 | Brindisi |  |

| 9 ottobre 1988 5ª giornata | Frosinone | 0 – 2 | Palermo |  |

| 16 ottobre 1988 6ª giornata | Palermo | 2 – 1 | Giarre |  |

| 23 ottobre 1988 7ª giornata | Ischia Isolaverde | 0 – 2 | Palermo |  |

| 30 ottobre 1988 8ª giornata | Palermo | 0 – 0 | Torres |  |

| 6 novembre 1988 9ª giornata | Campobasso | 0 – 0 | Palermo |  |

| 13 novembre 1988 10ª giornata | Casarano | 0 – 0 | Palermo |  |

| 20 novembre 1988 11ª giornata | Palermo | 1 – 1 | Cagliari |  |

| 27 novembre 1988 12ª giornata | Rimini | 0 – 0 | Palermo |  |

| 4 dicembre 1988 13ª giornata | Palermo | 1 – 0 | Francavilla |  |

| 11 dicembre 1988 14ª giornata | Palermo | 0 – 0 | Casertana |  |

| 18 dicembre 1988 15ª giornata | Perugia | 0 – 0 | Palermo |  |

| 31 dicembre 1988 16ª giornata | Palermo | 0 – 0 | Catania |  |

| 7 gennaio 1989 17ª giornata | Foggia | 1 – 1 | Palermo |  |

#### Girone di ritorno
| 15 gennaio 1989 18ª giornata | Palermo | 1 – 0 | Vis Pesaro |  |

| 22 gennaio 1989 19ª giornata | Monopoli | 0 – 0 | Palermo |  |

| 5 febbraio 1989 20ª giornata | Palermo | 1 – 1 | Salernitana |  |

| 12 febbraio 1989 21ª giornata | Brindisi | 0 – 0 | Palermo |  |

| 19 febbraio 1989 22ª giornata | Palermo | 1 – 0 | Frosinone |  |

| 5 marzo 1989 23ª giornata | Giarre | 0 – 0 | Palermo |  |

| 12 marzo 1989 24ª giornata | Palermo | 4 – 1 | Ischia Isolaverde |  |

| 19 marzo 1989 25ª giornata | Torres | 2 – 1 | Palermo |  |

| 25 marzo 1989 26ª giornata | Palermo | 1 – 0 | Campobasso |  |

| 9 aprile 1989 27ª giornata | Palermo | 1 – 1 | Casarano |  |

| 16 aprile 1989 28ª giornata | Cagliari | 1 – 0 | Palermo |  |

| 23 aprile 1989 29ª giornata | Palermo | 3 – 1 | Rimini |  |

| 30 aprile 1989 30ª giornata | Francavilla | 2 – 1 | Palermo |  |

| 14 maggio 1989 31ª giornata | Casertana | 1 – 0 | Palermo |  |

| 21 maggio 1989 32ª giornata | Palermo | 2 – 0 | Perugia |  |

| 28 maggio 1989 33ª giornata | Catania | 1 – 1 | Palermo |  |

| 4 giugno 1989 34ª giornata | Palermo | 1 – 1 | Foggia |  |

### Coppa Italia Serie C
| 24 agosto 1988 Fase a gironi - 2ª giornata | Trapani | 1 – 0 | Palermo |  |

| Fase a gironi - 3ª giornata | Palermo | 0 – 2 | Juventina Gela |  |

| 4 settembre 1988 Fase a gironi - 5ª giornata | Palermo | 1 – 1 | Trapani |  |

| Fase a gironi - 6ª giornata | Juventina Gela | 0 – 1 | Palermo |  |

## Statistiche

### Statistiche di squadra
| Competizione         | Punti | In casa | In casa | In casa | In casa | In casa | In casa | In trasferta | In trasferta | In trasferta | In trasferta | In trasferta | In trasferta | Totale | Totale | Totale | Totale | Totale | Totale | DR  |
| Competizione         | Punti | G       | V       | N       | P       | Gf      | Gs      | G            | V            | N            | P            | Gf           | Gs           | G      | V      | N      | P      | Gf     | Gs     | DR  |
| -------------------- | ----- | ------- | ------- | ------- | ------- | ------- | ------- | ------------ | ------------ | ------------ | ------------ | ------------ | ------------ | ------ | ------ | ------ | ------ | ------ | ------ | --- |
| Serie C1             | 40    | 17      | 9       | 8       | 0       | 21      | 8       | 17           | 2            | 10           | 5            | 10           | 11           | 34     | 11     | 18     | 5      | 31     | 19     | +12 |
| Coppa Italia Serie C | -     | 2       | 0       | 1       | 1       | 1       | 3       | 2            | 1            | 0            | 1            | 1            | 1            | 4      | 1      | 1      | 2      | 2      | 4      | -2  |
| Totale               | -     | 19      | 9       | 9       | 1       | 22      | 11      | 19           | 3            | 10           | 6            | 11           | 12           | 38     | 12     | 19     | 7      | 33     | 23     | +10 |

### Statistiche dei giocatori
Fonte:
Sono in corsivo i calciatori che hanno lasciato la società a stagione in corso.
| Giocatore       | Serie C1 | Serie C1 | Coppa Italia Serie C | Coppa Italia Serie C | Totale   | Totale |
| Giocatore       | Presenze | Reti     | Presenze             | Reti                 | Presenze | Reti   |
| --------------- | -------- | -------- | -------------------- | -------------------- | -------- | ------ |
| G. Auteri       | 30       | 11       | ?                    | ?                    | 30+      | 11+    |
| R. Biffi        | 30       | 2        | ?                    | ?                    | 30+      | 2+     |
| F. Bucciarelli  | 31       | 2        | ?                    | ?                    | 31+      | 2+     |
| G.M. Butti      | 24       | 1        | ?                    | ?                    | 24+      | 1+     |
| R. Cappellacci  | 32       | 0        | ?                    | ?                    | 32+      | 0+     |
| C. Casale       | 4        | 0        | ?                    | ?                    | 4+       | 0+     |
| M. D'Este       | 21       | 2        | ?                    | ?                    | 21+      | 2+     |
| D. Di Carlo     | 34       | 2        | ?                    | ?                    | 34+      | 2+     |
| P. De Sensi     | 33       | 5        | ?                    | ?                    | 33+      | 5+     |
| R.M. Macrì      | 24       | 0        | ?                    | ?                    | 24+      | 0+     |
| A. Manicone     | 34       | 1        | ?                    | ?                    | 34+      | 1+     |
| S. Nuccio       | 32       | 4        | ?                    | ?                    | 32+      | 4+     |
| F. Perna        | 21       | 0        | ?                    | ?                    | 21+      | 0+     |
| G. Pocetta      | 30       | 1        | ?                    | ?                    | 30+      | 1+     |
| A. Restuccia    | 5        | 0        | ?                    | ?                    | 5+       | 0+     |
| A. Sassarini    | 18       | 0        | ?                    | ?                    | 18+      | 0+     |
| G. Taglialatela | 34       | -19      | ?                    | ?                    | 34+      | -19+   |